# Орловский (Здвинский район)
Орловский — упразднённый посёлок в Здвинском районе Новосибирской области. На момент упразднения входил в состав Верх-Урюмского сельсовета. Исключен из учётных данных в 1968 году.

## География
Посёлок располагался на юго-востоке района у гривы Орловская, в 12,5 км (по прямой) к юго-востоку от села Верх-Урюм.

## История
Посёлок был основан в 1924 году.
В 1928 году выселок Орловский состоял из 20 хозяйств. В административном отношении входил в состав Ново-Горносталевского сельсовета Баклушевского района Барабинского округа Сибирского края. В годы коллективизации организован колхоз «Земледелец».
Упразднён в 1968 году.

## Население
По переписи 1926 г. на выселке проживало 94 человека (46 мужчин и 48 женщин), основное население — русские. В 1954 году в посёлке проживало 55 человек.